# Kremlin-Bicêtre (tổng)
Tổng Kremlin-Bicêtre là một tổng thuộc tỉnh Val-de-Marne trong vùng Île-de-France.

## Các xã
Tổng Kremlin-Bicêtre bao gồm xã Kremlin-Bicêtre, phía đông xã Gentilly. Phía tây của Gentilly nằm trong tổng Arcueil.
| Xã                   | Dân số | Mã bưu chính | Mã insee |
| -------------------- | ------ | ------------ | -------- |
| Gentilly, toàn bộ xã | 16 118 | 94 250       | 94 037   |
| Le Kremlin-Bicêtre   | 23 724 | 94 270       | 94 043   |

## Thông tin nhân khẩu
| 1962                                                     | 1968 | 1975 | 1982 | 1990   | 1999   |
| -------------------------------------------------------- | ---- | ---- | ---- | ------ | ------ |
|                                                          |      |      |      | 29 937 | 33 591 |
| Nombre retenu à partir de 1962 : dân số không tính trùng |      |      |      |        |        |

## Giáo dục
- EPITA